# 放課後ていぼう日誌
放課後ていぼう日誌（ほうかごていぼうにっし、英語: Diary of Our Days at the Breakwater）は、小坂泰之による日本の漫画作品。
『月刊ヤングチャンピオン烈』（秋田書店）において、読み切りが2017年No.1に掲載された後、同年No.3から連載中。
読み切り版は小坂が第2回ヤングチャンピオンコミック杯で準入選を果たした作品で、小坂の漫画家デビュー作でもある。連載版も、小坂の初連載作となる。読み切り版は部活の名称が「釣り部」になっているなど、設定が一部異なるものの、連載版と一連の作品である。
2021年11月時点で単行本の発行部数が電子版も併せて100万部を突破している。
2020年4月より、AT-Xほかにてテレビアニメ化。
2023年6月より、Leminoにてドラマ化。

## ストーリー
高校進学に合わせて都会から父親の故郷である臼州地方熊元県にある海辺の小さな町・芦方町に越して来たばかりの鶴木陽渚。彼女は持ち前の手先の器用さを生かし、手芸部で楽しい高校生活を送ろうと考えていた。しかし漁港の堤防でゆるい釣りをする「ていぼう部」部長の黒岩悠希と出会ったことで状況が一変。陽渚が海野高校の新入生だと知った黒岩の強引な勧誘で、勢いに流されるままに入部することになってしまう。生来、生き物が苦手で釣りの経験もない彼女にとって不本意だったが、黒岩や部員たちとの活動を経て、次第に釣りの楽しさと奥深さを実感していくことになる。

### ていぼう部の活動
「ていぼう部」は熊元県立海野高校の部活である。同校のOBである陽渚の父によれば、彼の在学時にはすでに存在し学校創立時からあるらしい、とのことである。
ていぼう部の部室は校内にはなく、漁港の近くにあるプレハブ小屋である。学校からは距離があるため、部員たちは基本的に自転車か、顧問教員の運転する自動車で移動する。部のOBであるたこひげや店長によれば、かつては男子部員もいたが、一時期、男子部員は学校から遠い部室に集まるのを嫌い勝手に釣りに行ってしまうため全員退部となり、以降は部員が女子のみになった、とのことである。作中で描かれる年度の部員は女子のみ4人、前年度も女子のみ5人だった。
「釣ったら食べる」が部のモットーのため、備品としては釣りに必要な道具のほか、調理用具や加熱用のカセットコンロ、七輪なども揃っている。近場への重たい機材の運搬には、かつて漁師からお下がりで貰い、使いやすいように改造を加えながら代々受け継がれてきた、「汎用型運搬台車 海王丸」と称するリヤカーを用いる。
陽が照った屋外での活動がメインとなるため、熱中症予防として帽子の着用は事実上必須である。部活動中の服装は学校指定の制服またはジャージと決められている。また、その上に外套を羽織るのは許容されている。なお、休日や長期休暇中の活動については、服装は自由である。
作中で行われる釣りは、部室がある漁港周辺での海釣りがメインである。有料の遊漁券が必要となる川釣りは、6巻までの範囲では第15話でテナガエビ釣りを行った1回のみ。一方、定番のアジは、子供のアジゴを含めて、数回に渡って竿などを変更して釣っている。その他、漁協が開放している干潟での潮干狩りや、沿岸の無人島で日帰りの釣りツアーなどをしており、夏休みには長咲県伍島列島富久江島での合宿が恒例である。ただし合宿費用は部費だけでは賄えず、直前にたこひげやの運営する海の家でのバイトも恒例となっている。なお合宿などは、自分たちで張ったテントで過ごし、食事は釣果や物々交換のみで賄う、陽渚にとってはサバイバル色の濃い催しである。
活動費用は学校が出す部費以外に、海水浴場の海の家でのアルバイトや大潮で干上がった海底から清掃奉仕も兼ねて回収したルアーのうち、状態の良い品をフリーマーケットで販売するなどで賄っている。また、傷んだルアーも修理して自分達で使うことで、部費の節約に役立てている。なお、回収したルアーは拾得物として警察に届け、3か月経って所有権が移った後に使用している。
15cm以下の稚魚や、潮干狩りの稚貝、テナガエビの繁殖期で卵を抱いて育てていたメスなどは、取れても資源永続確保のために成長や繁殖に期待して放流している。
心無い釣り人が捨てたゴミの釣り糸がアオサギの足に絡まった際は、捕獲は役所の許可が必要なので救助目的で捕獲の許可を取って捕獲し、釣り糸を取って救助するなど活動の幅は広い。

## 登場人物
・出演者は、テレビアニメ版 / ドラマ版の順に掲載。
鶴木 陽渚（つるぎ ひな）
声 - 高尾奏音 / 演 - 莉子
本作の主人公。高校1年生でクラスは1年A組。部活で使用する、腰に装着する膨張式ライフジャケットの色はピンク色。帽子は、当初は黒岩から麦わら帽子を借りて使い、部員たちから新しい帽子をプレゼントされて以降はそれを愛用している。
入学前に悠希と遭遇し強引に入部させられるが、最初に体験したアジゴ釣りが楽しめたことと、幼馴染の夏海が既に入部していることもあって部活を続けることにする。
普段は大人しく、内向的な性格である。ただし負けず嫌いで、夏海や悠希に悪態をつくこともある。釣果が悪いと「くそー」など下品な言葉遣いになり、夏海にたしなめられることもある。
運動神経は悪く、体力がない。「ていぼう部」に入る前はインドア派で、帽子や屋外活動用の服も持っていなかった。入部までは釣りの経験も全く無かった。釣りの技術は上達中だがまだまだで、原作ではキャスティングの際に「ヘロヘロ〜」等の擬音が添えられることが多い。釣りに対する向上心や探究心はあり、父親の所有するパソコンを使ってインターネットで魚や釣り方の情報を調べるなどしている。
水泳能力はかろうじて犬かきができる程度で自力ではほとんど泳げない。ただし大野ほど水に対する恐怖心はなく、足がつく深さなら平気で、足がつかなくとも浮き輪などがあれば問題ない。幼いころに芦方町に来た際、海で一緒にフロートマットに乗っていた夏海が飛び込んでしまったためにバランスを崩し落ちて溺れたことがあり、それが水泳への苦手意識に繋がっているようである。
生き物全般が苦手で、手や足に触れただけで激しく取り乱し、露出したタコの内臓やマゴチの姿料理を見ただけで失神する。虫は特に苦手で、虫餌を使う釣りだと聞くと一気に逃げ腰になる。生き物嫌いは、4歳のころに芦方町で白い猫に引っかかれ、白い犬に飛びつかれて眉の上を2針縫う怪我をしたことに起因する。これは夏海が、当時自宅で飼われていた2匹を陽渚に見せようとした際の出来事だった。
勉強も不得意で、学校の成績は中の下。記憶力はあまり良くなく、幼少時に溺れたことも、動物嫌いの原因が夏海だったことも覚えていない。料理の経験もあまり無いようで、大野に教わりながら下ごしらえや調理を行うことが多い。魚を捌くのも苦手で、内臓や血を見て失神することもしばしばである。なお、調理時に魚をぬいぐるみだと思い込むことで、夏海や黒岩に「マシーンになった」と称される、無意識で呆然自失になりながらも作業をこなす状態になることがある。
趣味は手芸で、それによる手先の器用さは「ていぼう部」でも活かされている。「ていぼう部」の部活にも手芸道具は持ってきており、暇を持て余した際などにフェルト細工をニードルで突いていることがある。自宅2階にある自室には、大量の自作ぬいぐるみが並べられている。なお、その後一度だけ手芸部を訪れたことがあるが、海野高校手芸部は男子部員ばかりだったので入部は断念した。
絡まった糸を見ると放っておかない性分で、どうにかしてほどきたくなってしまう。
可愛いものが好き。初めてアジゴの下ごしらえをさせられた際には、ぬいぐるみだと思い込むことで半ば放心状態ながらこなしており、慣れるためとして直後に実際に、内臓を外せるアジゴのぬいぐるみを自作している。コモンフグが釣れた時は小柄で可愛い見かけに心を奪われるが、歯が強靭で釣り糸を切断してしまう、毒があって食べられないなど、釣り人に嫌われるやっかい要素満載であることを夏海に指摘されて、冷めてリリースしている。
帆高 夏海（ほだか なつみ）
声 - 川井田夏海 / 演 - 池間夏海
「ていぼう部」部員。高校1年生で、クラスは1年B組。膨張式ライフジャケットの色は水色。帽子はサンバイザーを使うことが多い。
陽渚が小学校3年生以前の夏休みに芦方町の祖父の家を訪れていたころの幼馴染。黒岩を姉の様に慕い普段は「ユウ姉」と呼んでおり、「部活では部長と呼べ」とたしなめられることもしばしば。体を動かすことが好きで、夏は日に焼けている。
陽渚とは対照的に陽気で順応力が高い。料理の経験もそれなりにあるようで、魚は一通り捌ける。運動全般も得意で、泳ぎも上手である。生き物もウミケムシ以外は平気で、多少のことでは物怖じしないため、陽渚からは野生児だと思われている。
見かけによらず成績は優秀で、中学生の時は常に学年1桁内だったとのことでテスト前に陽渚に勉強を教えている。陽渚の初めてのキャスティング練習の際、釣り針でスカートを捲られたり錘を頭に当てられたりしたため、陽渚の腕前を全く信用しておらず、夏休みの時点でも陽渚がキャスティングをする際には遠く離れて物陰に隠れている。
容姿では、八重歯が特徴的。普段は右の前髪をまとめて額の上に跳ねさせた、本人が「でこしっぽ」と称する髪型にしており、また視力が悪くコンタクトレンズを付けている。家では「でこしっぽ」にはしておらず、またコンタクトではなく眼鏡着用である。
シーバス釣りにこだわっているが、実際に釣れたのは2回のみ。1度目は中学のころで、嬉しさのあまり父親に写真を撮ってもらおうとしたようである。
スマホを持ち歩いており、部活中に陽渚が知らない話題が出ると調べて見せてくれる。ただし、陽渚が怖がりそうな嘘の情報を見せることもある。教え方は下手で、陽渚に対して適当など曖昧な表現や擬音ばかり使う。
自宅は母が営んでいる「洋食・喫茶ほだか」という食堂であり、部員たちのミーティングに使われることがある。弟がおり、自宅の自室は弟と同室である。なお、弟は昔バリに刺されたのがトラウマで、以来、釣りは一切やらないらしい。
黒岩 悠希（くろいわ ゆうき）
声 - 篠原侑 / 演 - 鶴嶋乃愛
「ていぼう部」部長。高校3年生で、クラスは3年C組。左利き。膨張式ライフジャケットの色はオレンジ色。帽子は麦わら帽子をかぶっている。
部員が足りず部が存亡の危機にあったこと、および、陽渚の手先の器用さを見込んで、強引に部に勧誘した張本人。悪知恵が働き、悪だくみをするときには狐の耳としっぽが生えるイメージ描写がお約束。
流暢な熊元弁を話す。気だるげで飄々とした態度が目立ち、一見、怠け者のようにも見える。部活にもあまり積極的ではなく、部室にあるソファーで昼寝をしたり、部員たちが釣りをしている様子をデッキチェアに座って眺めているだけだったり、ということも多い。部員たちに卒業後の進路を聞かれた際も、小声で「隠居」と言った後、はぐらかしている。
部員に対しては基本的に、放任主義かつ各自の自主性に任せるスタイルである。陽渚がキス釣りを提案した際には仕掛けの選定を陽渚に任せ、疑似餌で全く釣れなかった際も、陽渚がアドバイスを求めに来なかったため直接的な指導はせず、ヒントを与えるに留めた。釣りに関する知識や技術は充分にあり、質問されれば分かりやすく適切な説明を返せる。また、釣った魚の〆を陽渚にさせるなど、部長らしい指導も時には行う。泳ぎは夏海以上に上手い。料理は出来るが、部活では調理に関わることは少ない。
靴下やレギンスなどは窮屈で苦手らしく、部室に来るとすぐさま靴下を脱ぎ、部活中は裸足かサンダル履きが基本である。制服姿で脚を広げたりあぐらをかいたり、と、おしとやかさとは程遠く、ファッションにも無頓着で、陽渚や夏海からは「オヤジ臭い」と思われている。ただし、帽子にはこだわりがあるらしく、陽渚へのプレゼントの帽子を選んだのも彼女である。
兄がおり、校則で禁止されている二輪免許を取得して兄のおさがりのバイクを時折乗り回している。なおバイクについては、学校の教師の中ではさやかに最初に見つかっており、本来なら停学となるところを、「家庭の事情」により特例で許可をもらったようである。兄と父はたまにしか家に戻らないらしい。
大野 真（おおの まこと）
声 - 明坂聡美 / 演 - 菊池日菜子
「ていぼう部」部員。高校2年生で、クラスは2年C組。膨張式ライフジャケットの色は緑色。帽子はキャップを使うことが多い。生徒会委員もしており、部活への参加が他の部員たちより遅れることがある。
眼鏡をかけた大柄な女子で、身長が高いことと胸が大きいことを気にしている。身長は陽渚や夏海と比べ、頭1つ分程度大きい。髪は腰丈程のロングヘアで、部活中はポニーテール状にしていることが多い。眠る際は緩めの三編みにしている。眼鏡を外すことはほとんど無い。
一見近寄り難い雰囲気を醸し出しているが、大人しく真面目な常識人。面倒見が良く、陽渚と夏海から慕われている。
恥ずかしがり屋で声が小さく、普段は口数が少ない。原作では彼女のみ台詞の文字が小さく書かれていることが多い。
釣りや魚が大好きであり、それらに関する事柄については非常に饒舌である。釣具店での買い物や、釣りに向かうまでの道程で、冷静を装いつつもそわそわしていることもある。知識も豊富だが、まくし立てるような早口で専門用語も使った説明をするため、陽渚には理解できない教え方をしてしまうことも多い。なお、母親は釣りに興味が無く、新しい釣具を購入するたびに文句を言われるらしい。
家は「大野鮮魚店」という魚屋で、仕事の手伝いなどで力仕事にも慣れている。部活でも機材の運搬をメインで務めるほか、陽渚を抱え上げたり、おんぶして堤防から部室まで運んだりすることも出来る。魚の調理も得意で、釣果を食べる際も調理をメインで担当する他、陽渚への指導もする。
小学生の時に初めて父と釣りに行った際、海に転落して溺れかけたのがトラウマで、当初はカナヅチだった。プールなどの水場も苦手でパニックを起こして動けなくなることもしばしば。このため海に落ちないための警戒心も強く、釣りの際は常に、胸部に着用する部の備品のライフジャケットを着けている。腰部着用の膨張式ライフジャケットの導入以降は、両方を着用している。
船も苦手で、足が地面に着いていないと落ち着かず、揺れると何かにしがみついていないと不安になる。伍島列島合宿への移動時のフェリーでも、1年時は甲板には一切出られず、特に復路はかなり揺れたため、黒岩に力一杯しがみつきっ放しだった、とのこと。2年時は往路にて、陽渚たちに誘われてトビウオが飛んでいる様子を見るために勇気を振り絞って甲板に出て、カナヅチ克服を決意する。合宿では2日目、部員たちが海水浴した際に、シュノーケル付きゴーグルで大好きな魚が泳いでいる様子を長時間眺めたことで海への苦手意識を払拭し、その日のうちにバタ足まではできるようになった。
ダンゴウオ型の帽子をかぶった魚類学者の「ウオ君さん」（さかなクンがモデル）に憧れ、将来は水産海洋学研究者を目指している。ダジャレが好きらしく、黒岩が不意にしろ意図的にしろ発したダジャレがスルーされる中、部員の中で1人だけ、笑いをこらえている描写がある。
小谷 さやか（こたに さやか）
声 - 小清水亜美 / 演 - 大野いと
「ていぼう部」顧問。養護教諭という職務上、放課後も基本的には保健室におり、部室へはたまにしか顔を出さない。
独身。年齢は本人いわく「まだぎりぎり20代」とのこと。
自前の5人乗りピックアップトラックで、学校から遠い部室までの部員の移動などをサポートする。また、教頭を説得して校費で膨張式ライフジャケットを調達してくれたり、学校近くでの川釣り用の道具やライフジャケットの予備を好意で保健室に保管してくれたり、黒岩のバイク免許取得の許可を特例でもらってくれたり、と、生徒思いで融通が利く性格で、ある悪癖を除けば基本的に良い教師である。黒岩からは「さやかちゃん」、他の部員たちからは「小谷先生」「さやか先生」と呼ばれている。
酔うと周りの誰彼構わず絡む悪癖がある。黒岩いわく「ビールバカ」で、いくつもの銘柄の瓶と缶のビールを同時並行して飲む。酔いが回るとすぐに眠って大人しくなるものの、目覚めるのも早い。
釣りは自分ではせず、調理の際にも「私は見守るのが仕事だから」と言って、手伝うことは無い。にも関わらず「ていぼう部」の顧問を務めている理由は本人いわく、「部室に来ればビールのつまみがいくらでもタダで食べられるから」とのことで、給料日前には決まって金欠となり、部室へとつまみや夕食をせびりに来るのに加え、部員が釣った魚などを肴に酒を飲むことがある。酒癖の悪さや、周りから疎まれていることを知っているのに飲酒がやめられないことも含めて、自己管理能力は低く、素行の奔放さが露呈すると黒岩に「ダメ教師」「そんなだから嫁に行き遅れる」などと指摘される。
ただし一端の自制心はあり、飲酒運転は絶対にしない。自動車での移動が後に控えている際にはビールを飲まず、また、荷物を持ち込んで部室にて飲む際も事前に「海王丸」を借りて使うなど、事前準備に怠りは無い。自宅は部室に近いアパートで、車で部室に来て飲酒した際は、漁港近くに駐車したまま徒歩で帰宅している。なお、自宅の冷蔵庫の冷蔵室もほとんどビールで埋め尽くされている。
実家は米農家で、害獣駆除の目的もあり、わな猟専門の猟師をしている。普段は猪肉や鹿肉などのジビエを燻製にして食べている模様。部員たちがアジの一夜干しを作った際には、自作の燻製器を持ち込み、チーズやナッツとともに燻製にして食べている。
大学時代は資格を取ってライフセーバーをしており、現在もその経験を活かして、部員に着衣水泳の講習をしている。
普段は目が細く、いわゆる「糸目」である。目を開く機会は、着衣水泳講習などで真剣な話をする時や、酒に酔った時など、あまり多くない。
陽渚の母
声 - 斎藤千和 / 演 - 河井青葉
名前は不明。専業主婦。
生き物が苦手で運動音痴な陽渚が、手芸部ではなく「ていぼう部」に入ったことを、当初は心配していた。しかし、美味しい魚を度々持ち帰るようになってからは、釣って来る物に期待している。家で釣り道具を大量に見つけた際も、陽渚にアジゴを釣ってくるよう頼んでいる。
原作では登場当初、顔が半分見切れたり吹き出しで隠されたり、目のみ描かれず省略されたりしており、容姿が不明瞭だった。初登場は第1話、顔が部分的に描かれたのは第4話が初で、以降、登場や台詞は数回あったものの、顔がはっきりと分かるように描かれたのは第27話が初である。
陽渚の父
声 - 田尻浩章 / 演 - やべけんじ
名前は不明。仕事は建築関係で、テレワークをしているらしく普段は家の1階にある自室兼仕事場でパソコン作業をしている。無精ひげを生やし、だらしない服装をしていることが多い。
陽渚が通う海野高校のOBである。なお、彼の在学時の「ていぼう部」は、部員が「変わり者ばかり」だった、とのこと。陽渚が持って帰って来る酒の肴を楽しみにしている。
赤井 繁松（あかい しげまつ）
声 - 千葉繁 / 演 -  赤星昇一郎
「ていぼう部」が行きつけにしている、芦方町にある小さな釣具店「たこひげ屋」の店長。店名通りの見事な禿げ頭とちょび髭がトレードマークで、人当たりのいい商売人。釣具店以外にも、瀬渡し船「たこひげ丸」の運航や、部室近くの亀ヶ浜海水浴場の「たこひげや海の家」など、手広く商売している。なお、海の家の運営は妻に任せているようである。
喫煙者である。店内は禁煙にしているため、時折店外に出て、店の前に設置している灰皿でタバコを吸っている。
「ていぼう部」のOBであり、部の大半の備品購入は「たこひげ屋」で済ませている他、夏休みに部員が海の家でアルバイトをするなど、懇意にしている。また部員たちは部活以外でも店で買い物をするなど、いろいろ世話になっている。
湯浦 しずく（ゆうら しずく）
黒岩の先代の「ていぼう部」部長。19歳。現在は、部の夏休み合宿の定宿である富久江島の民宿「こみや」に住み込みで働いている。髪は肩にかかる程度の長さの銀髪で、髪を顔の前にも垂らしており、左目はそれに隠れていることが多い。「こみや」の女将やさやかからは「ゆらちゃん」、部員たちからは「ゆらさん」「ゆら先輩」と呼ばれている。3年時の合宿では、釣り竿を折りながらも、60センチメートルのアラを釣った、とのことである。
サバイバルキャンプ好きな父親の影響により、夏海や黒岩以上にワイルドであり、合宿4日目が自身の休みと重なったことからキャンプを提案し同行している。野生生物の扱いはお手の物で、食材の捕獲も調理も得意。
手塚 巌（てづか いわお）
声 - 中谷一博
手芸部部長。高校3年生で、クラスは黒岩と同じ3年C組。黒岩から陽渚の作ったフェルト人形を見せられると、その完成度の高さに驚き、手芸部員へのお手本用に1つ800円で購入した。その時点ではフェルト人形の作者が陽渚であるとは知らなかったが、その後、ていぼう部員と対面した際に作者が陽渚であると知ると、陽渚を手芸部に勧誘した。生物部部長の天月とは幼馴染。
天月 弥生（あまつき みお）
生物部部長。高校3年生。黒岩からは「みおみお」というあだ名で呼ばれているが、本人はそれを良く思っていない。ていぼう部の実績作りのため、生物部のアマモ育成活動をていぼう部も手伝っており、その際に海洋生物に詳しい大野や手先の器用な陽渚を生物部に勧誘したことがある。手芸部部長の手塚とは幼馴染。

## 反響
- 釣り雑誌『つり人』2020年5月号

同誌にて、本作のテレビアニメ化の記事が掲載され、原作の内容が取り上げられた。
記事中では、「ほのぼのしたタイトルや女子高生が主人公であることから釣りがメインではないのかと思いきやそうではなく、釣具の描写がリアルで魚もきちんと描かれていながら可愛さもある絶妙な加減」と、好意的に評している。
作中の釣りに関する描写についても「ほのぼのとしたていぼう部部員のやりとりの中でサビキ釣りや投げ釣り、釣り糸の結び方のような実践的なテクニックもある」「ジグヘッドリグで底を取る感覚などのかなり具体的なことも扱って釣り人からは感心を寄せられる作品」としている。
また、主人公が釣り初心者であることに関して、「陽渚の視点による釣り初心者の心情や疑問、上達していく手順が特に興味深い」「釣りを長くしていると忘れがちな初心を思い出されてくれる共感できるエピソードが散りばめられている」と評した。
なお同号では、同誌の75年近い歴史の中で初となるアニメ絵の表紙として、テレビアニメ版のキービジュアルが用いられた。また、本作の紹介記事の他、堤防での釣りに関する記事にも、アニメのキャラクターの図版が使用された。
- テレビアニメの地元での反響

作品の舞台のモデルとなった熊本県では、テレビアニメの影響で「聖地」としてファンに注目された。また、放送再開直前の令和2年7月豪雨で芦北町が被災したことから、ファンからと思しき寄付やふるさと納税、被災した店舗に来訪しての商品購入などが増えている旨が報じられた。
- 芦北町観光協会とのコラボレーション

熊本県葦北郡芦北町は、『放課後ていぼう日誌』の主な舞台である芦方町のモデルとなっており、実際の風景や場所がアニメに取り上げられている。このことから、サイトの設置やキャラクターが描かれた商品など、作品と町の観光協会とのコラボレーションがなされている。2020年7月の豪雨災害で甚大な被害を受けた芦北町には、作品のファンからのメッセージやふるさと納税による寄付が寄せられた。

## 作者被災による休載
2020年7月の熊本県を中心として発生した豪雨により作者の小坂が被災した。怪我などはなかったものの、執筆を継続することが不可能となったため2020年7月21日発売号（2020年No.8）から休載を余儀なくされた。
休載は同年10月20日発売号（No.11）まで続き、同年11月17日発売号（No.12）から連載を再開した。

## 書誌情報
- 小坂泰之『放課後ていぼう日誌』 秋田書店〈ヤングチャンピオン烈コミックス〉、既刊14巻（2025年7月18日現在）
  1. 2017年11月1日発行（2017年10月20日発売[19]）、ISBN 978-4-253-25736-7
  2. 2018年4月1日発行（2018年3月19日発売[20]）、ISBN 978-4-253-25737-4
  3. 2018年12月1日発行（2018年11月20日発売[21]）、ISBN 978-4-253-25738-1
  4. 2019年5月1日発行（2019年4月19日発売[22]）、ISBN 978-4-253-25739-8
  5. 2019年11月1日発行（2019年10月18日発売[23]）、ISBN 978-4-253-25740-4
  6. 2020年4月1日発行（2020年3月19日発売[24]）、ISBN 978-4-253-25741-1
  7. 2021年1月1日発行（2020年12月18日発売[25]）、ISBN 978-4-253-25742-8
  8. 2021年12月1日発行（2021年11月18日発売[26]）、ISBN 978-4-253-25743-5
  9. 2022年7月1日発行（2022年6月20日発売[27]）、ISBN 978-4-253-25744-2
  10. 2023年3月1日発行（2023年2月20日発売[28]）、ISBN 978-4-253-25745-9
  11. 2023年10月1日発行（2023年9月20日発売[29]）、ISBN 978-4-253-25746-6
  12. 2024年6月1日発行（2024年5月20日発売[30]）、ISBN 978-4-253-25747-3
  13. 2025年1月1日発行（2024年12月19日発売[31]）、ISBN 978-4-253-25748-0
  14. 2025年8月1日発行（2025年7月18日発売[32]）、ISBN 978-4-253-25749-7

## テレビアニメ
2020年4月から9月までAT-Xほかにて放送された。
新型コロナウイルスの感染拡大の影響により、4月21日の第3話をもって放送・配信を延期。2か月強の中断の後、2020年7月7日より第1話から第3話までを再放送し、7月28日より第4話以降の放送を再開した。
本作品の舞台は熊本県芦北町がモデルであり、アニメでのロケ地協力も同町で、住民にも取材の協力を得ている。

### スタッフ
- 原作 - 小坂泰之[8][33]
- 監督 - 大隈孝晴[8][33]
- シリーズ構成 - 志茂文彦[8][33]
- キャラクターデザイン - 熊谷勝弘[8][33]
- 釣具プロップデザイン - 小倉寛之[8]
- プロップデザイン - 永田杏子[8]
- 美術監督 - 坂下裕太[8]
- 美術監修・美術設定 - 東潤一[8]
- 色彩設計 - 真壁源太[8]
- 撮影監督 - 桒野貴文[8]
- 編集 - 小野寺絵美[8]
- 音響監督 - 高寺たけし[8]
- 音楽 - 櫻井美希[7][8]
- 音楽プロデューサー - 西辺誠
- 音楽制作 - フライングドッグ[8]
- プロデューサー - 山下愼平、後藤恵士、鎌田肇、伊藤将生、礒谷徳知、大和田智之、佐藤裕士、谷本千明
- 制作プロデューサー - 関根大起
- アニメーション制作 - 動画工房[8][33]
- 製作 - 海野高校ていぼう部[8]（KADOKAWA、秋田書店、動画工房、フライングドッグ、AT-X、BS11、レイ、レッグス）

### 主題歌
作曲・編曲はZAI-ON、歌唱は海野高校ていぼう部が担当する。
「SEA HORIZON」
オープニングテーマ。作詞は深川琴美。
「釣りの世界へ」
エンディングテーマ。作詞は山田裕介。

### 各話リスト
| 話数       | サブタイトル           | 脚本     | 絵コンテ        | 演出           | 作画監督                                                                              | 総作画監督                 | 初放送日      |
| ---------- | ---------------------- | -------- | --------------- | -------------- | ------------------------------------------------------------------------------------- | -------------------------- | ------------- |
| れぽーと01 | ていぼう部             | 志茂文彦 | 大隈孝晴        | 大隈孝晴       | 久保茉莉子                                                                            | 熊谷勝弘                   | 2020年 4月7日 |
| れぽーと02 | リールとキャスティング | 永井真吾 | 上坪亮樹        | 上坪亮樹       | 渡辺舞 山本恭平 平塚知哉                                                              | 市原圭子                   | 4月14日       |
| れぽーと03 | マゴチ                 | 今川泰宏 | 野呂純恵        | 山口美浩       | 垣内郁美 上野卓志 舘崎大 平塚知哉                                                     | 曾我篤史                   | 4月21日       |
| れぽーと04 | エギング               | 今川泰宏 | 大隈孝晴 金成旻 | 金成旻         | 久保茉莉子 鈴木彩乃 舘崎大 立口徳孝 桜井拓郎                                          | 熊谷勝弘                   | 7月28日       |
| れぽーと05 | 潮干狩りと顧問         | 永井真吾 | 博多正寿        | 野木森達哉     | 上野卓志 平塚知哉 山本恭平                                                            | 曾我篤史 熊谷勝弘          | 8月4日        |
| れぽーと06 | アジゴ                 | 志茂文彦 | 荒井省吾        | 荒井省吾       | 納武史 渡辺舞 豚もう 山本恭平 小倉寛之 立口徳孝                                       | 市原圭子 曾我篤史          | 8月11日       |
| れぽーと07 | 穴釣り                 | 永井真吾 | 舛成孝二        | ふじいたかふみ | 久保茉莉子 上野卓志 平塚知哉 中島大智                                                 | 熊谷勝弘                   | 8月18日       |
| れぽーと08 | テナガエビ             | 今川泰宏 | 直谷たかし      | 金成旻         | 菅原美智代 乘冨梓                                                                     | 菊永千里 海保仁美          | 8月25日       |
| れぽーと09 | 備えとアオサギ         | 永井真吾 | 太田雅彦        | 太田雅彦       | 久保茉莉子 上野卓志 平塚知哉 中島大智 山本恭平                                        | 市原圭子 曾我篤史          | 9月1日        |
| れぽーと10 | のべ竿                 | 大隈孝晴 | 大嶋博之        | 渡辺正彦       | 渡辺舞 納武史 立口徳孝 平山寛菜 平塚知哉                                              | 熊谷勝弘                   | 9月8日        |
| れぽーと11 | キス                   | 志茂文彦 | 博多正寿        | 守田芸成       | 上野卓志 立口徳孝 平塚知哉 中島大智 山本恭平 菅原美智代                               | 曾我篤史 菊永千里 海保仁美 | 9月15日       |
| れぽーと12 | これから…              | 志茂文彦 | 博多正寿        | 白幡良志之     | 久保茉莉子 豚もう 山本恭平 納武史 平塚知哉 米田雄哉 栗西祐輔 渡辺舞 上野卓志 立口徳孝 | 熊谷勝弘 市原圭子          | 9月22日       |

### 放送局
| 放送期間                                       | 放送時間                                                  | 放送局   | 対象地域   | 備考                                                                     |
| ---------------------------------------------- | --------------------------------------------------------- | -------- | ---------- | ------------------------------------------------------------------------ |
| 2020年4月7日 - 4月21日 2020年7月28日 - 9月22日 | 火曜 22:00 - 22:30                                        | AT-X     | 日本全域   | 製作参加 / CS放送 / リピート放送あり / 字幕放送                          |
| 2020年4月8日 - 4月22日 2020年7月29日 - 9月23日 | 水曜 0:30 - 1:00（火曜深夜）                              | TOKYO MX | 東京都     |                                                                          |
|                                                | 水曜 3:00 - 3:30（火曜深夜） 水曜 2:30 - 3:00（火曜深夜） | 毎日放送 | 近畿広域圏 | 第1話から第3話までは『アニメ特区』第2部 / 第4話以降は『アニメ特区』第1部 |
| 2020年4月9日 - 4月23日 2020年7月30日 - 9月24日 | 木曜 0:00 - 0:30（水曜深夜）                              | BS11     | 日本全域   | 製作参加 / BS放送 / 『ANIME+』枠                                         |
| 2020年4月11日 - 4月25日 2020年8月1日 - 9月26日 | 土曜 1:55 - 2:25（金曜深夜）                              | 熊本放送 | 熊本県     |                                                                          |

| 配信開始日    | 配信時間                   | 配信サイト |
| ------------- | -------------------------- | --- |
| 2020年4月8日  | 水曜 0:00（火曜深夜） 更新 | dアニメストア |
| 2020年4月11日 | 土曜 0:00（金曜深夜） 更新 | ABEMA |
| 2020年4月13日 | 月曜 0:00（日曜深夜） 更新 | niconico ひかりTV GYAO! FOD バンダイチャンネル Hulu J:COMオンデマンド TELASA アニメ放題 U-NEXT Amazonプライム・ビデオ MBS動画イズム TVer Rakuten TV DMM.com ビデオマーケット HAPPY!動画 クランクイン！ビデオ ムービーフル |

### BD / DVD
| 巻 | 発売日         | 収録話         | 規格品番   | 規格品番   |
| 巻 | 発売日         | 収録話         | BD         | DVD        |
| -- | -------------- | -------------- | ---------- | ---------- |
| 1  | 2020年9月25日  | 第1話 - 第4話  | ZMXZ-14081 | ZMBZ-14091 |
| 2  | 2020年10月28日 | 第5話 - 第8話  | ZMXZ-14082 | ZMBZ-14092 |
| 3  | 2020年11月25日 | 第9話 - 第12話 | ZMXZ-14083 | ZMBZ-14093 |

### Webラジオ
『放課後ていぼうラジオ』が音泉にて2020年3月31日から9月29日まで隔週火曜日に配信された。パーソナリティは鶴木陽渚役の高尾奏音と帆高夏海役の川井田夏海。また、新型コロナウイルスの感染拡大を受けて2020年4月13日に配信予定だった第2回が同年6月9日に延期になった。

## タイアップ
- 水産庁の啓発パンフレット

2020年7月からは、水産庁がテレビアニメ版とタイアップし、本作のキャラクターが登場する「遊漁のルールとマナー」の啓発パンフレットを制作して各地の釣具店などで配布している。
- 肥薩おれんじ鉄道とのコラボレーション

テレビアニメ第4話で登場する「三敷駅」「山浦駅」のモデルとなった佐敷駅や海浦駅を保有する肥薩おれんじ鉄道とのコラボレーション企画として、2020年12月から2024年1月まで、本作のキャラクターを配したラッピング列車としてHSOR-100形気動車の運行が実施されていた。また、2021年4月からキャラクターをデザインしたフリー乗車券の発売、原作イラストのパネル展示が行われている。

## ドラマ
2023年6月13日から、会員制映像配信サービス「Lemino」で最新話無料・過去アーカイブ有料で配信。また、6月29日からは毎週木曜25時32分より東海テレビでの地上波放送と「Locipo」での1週間の無料見逃し配信も実施。
主演は莉子。舞台となる地域は作中では明言されておらず、黒岩部長は方言を使わない。撮影は千葉県勝浦市で行われた。

### キャスト（ドラマ）
- 鶴木陽渚 - 莉子[6]
- 黒岩悠希 - 鶴嶋乃愛[6]
- 帆高夏海 - 池間夏海[6]
- 大野真 - 菊池日菜子[6]
- 小谷さやか - 大野いと[6]
- 陽渚の母 - 河井青葉[9]
- 陽渚の父 - やべけんじ[9]
- 夏海の母 - 太田美恵[9]
- 赤井繁松 - 赤星昇一郎[9]

### スタッフ（ドラマ）
- 原作 - 小坂泰之『放課後ていぼう日誌』（秋田書店「ヤングチャンピオン烈」連載）
- 監督 - 堀江貴大
- 脚本 - 宮本武史
- 音楽 - フジモトヨシタカ
- 主題歌 - カネヨリマサル「わたし達のジャーニー」（Getting Better / Victor Entertainment）[9]
- 制作 - 東海テレビ
- 制作プロダクション - ハピネットファントム・スタジオ
- 製作著作 - NTTドコモ

### 配信日程
| 各話 | 配信開始日    | サブタイトル           |
| ---- | ------------- | ---------------------- |
| 1話  | 2023年6月13日 | ていぼう部へようこそ   |
| 2話  | 2023年6月20日 | リールとキャスティング |
| 3話  | 2023年6月27日 | 貝パーティーと顧問     |
| 4話  | 2023年7月4日  | 穴釣りに注意           |
| 5話  | 2023年7月11日 | 教えてしんぜよう       |
| 6話  | 2023年7月18日 | のべ竿で五目釣り       |
| 7話  | 2023年7月25日 | ちょい投げでキス釣り   |
| 8話  | 2023年8月1日  | フリマに挑戦           |
| 9話  | 2023年8月8日  | みんなと               |